# 丘利金 (亞利桑那州)
丘利金（英語：Chiulikam）是位於美國亞利桑那州馬里科帕縣的一個非建制地區。該地的面積和人口皆未知。

## 地理
丘利金的座標為32°34′28″N 112°31′34″W / 32.57444°N 112.52611°W，而該地的平均海拔高度為651米（即2136英尺）。